# Буржуа, Дезире
Дезире́ Буржуа́ (фр. Désiré Bourgeois; 13 декабря 1908 года, Мехелен — 29 января 1996 года, неизвестно) — бельгийский футболист, полузащитник, участник чемпионата мира 1934 года, позже — тренер.

## Клубная карьера
Буржуа — воспитанник футбольного клуба «Мехелен». В 1926 году дебютировал в составе основной команды. В 1928 году стал победителем второго дивизиона Бельгии и помогал команде сохранить место в элитном дивизионе.

## Карьера в сборной
В 1934 году провёл 2 матча за сборную. 25 февраля 1934 году дебютировал за сборную в матче отбора на ЧМ-1938 против Ирландии. Был также в заявке на чемпионат мира 1934 года во Италии, но не играл на турнире.
| Матчи и голы Дезире Буржуа за сборную Бельгии | Матчи и голы Дезире Буржуа за сборную Бельгии | Матчи и голы Дезире Буржуа за сборную Бельгии | Матчи и голы Дезире Буржуа за сборную Бельгии | Матчи и голы Дезире Буржуа за сборную Бельгии | Матчи и голы Дезире Буржуа за сборную Бельгии | Матчи и голы Дезире Буржуа за сборную Бельгии |
| --------------------------------------------- | --------------------------------------------- | --------------------------------------------- | --------------------------------------------- | --------------------------------------------- | --------------------------------------------- | --------------------------------------------- |
| №                                             | Дата                                          | Место проведения                              | Соперник                                      | Счёт                                          | Голы                                          | Турнир                                        |
| 1                                             | 25 февраля 1934                               | Дублин, Ирландия                              | Ирландия                                      | 4:4                                           | —                                             | отбор на ЧМ—1938                              |
| 2                                             | 11 марта 1934                                 | Амстердам, Нидерланды                         | Нидерланды                                    | 9:3                                           | —                                             | Товарищеский матч                             |

Итого: 2 матча / 0 голов; 0 побед, 1 ничья, 1 поражение.